# China World Trade Center
El China World Trade Center (en chino tradicional, 中國國際貿易中心; en chino simplificado, 中国国际贸易中心; pinyin, Zhōngguó guójì màoyì zhōngxīn) es un complejo de edificios situado en el distrito de Chaoyang, el distrito financiero de Pekín (China).
La construcción del complejo empezó en 1985 y se completó en 2010 con la finalización de la China World Tower o China World Trade Center Tower 3. El China World Trade Center es una filial del Kuok Group fundada en 1985 que pertenece a dos empresas asociadas: la China Shi Mao Investment y la Kerry Industrial Company. Es el complejo de edificios más grande de Pekín y consta de unos catorce componentes incluidos hoteles, todos ellos de Shangri-La, centros comerciales, oficinas, apartamentos, salas de conferencias y una sala de exposiciones. Es conocido por ser el complejo comercial de uso mixto de lujo más grande del mundo y por mantener su reputación como una comunidad internacional amigable. Está considerado como «el lugar donde China se encuentra con el mundo». El China World Trade Center ha recibido muchos premios y reconocimientos durante los últimos años. Uno de sus edificios más importantes, la China World Tower, alcanza los 330 metros de altura y es el segundo edificio más alto de Pekín.
Aunque fue inaugurado oficialmente el 30 de agosto de 1990, ya empezó a recibir inquilinos en 1989. La fase 1 de la construcción se completó en 1990 y la fase 2, en 1999. La fase 3 empezó en 2005 y la fase 3A se completó en agosto de 2010. El proyecto original fue diseñado por los arquitectos Robert Sobel/Emery Roth & Sons con Nikken Sekkei como arquitecto asociado. La fase 3 fue diseñada por los arquitectos Skidmore, Owings and Merrill.

## Componentes

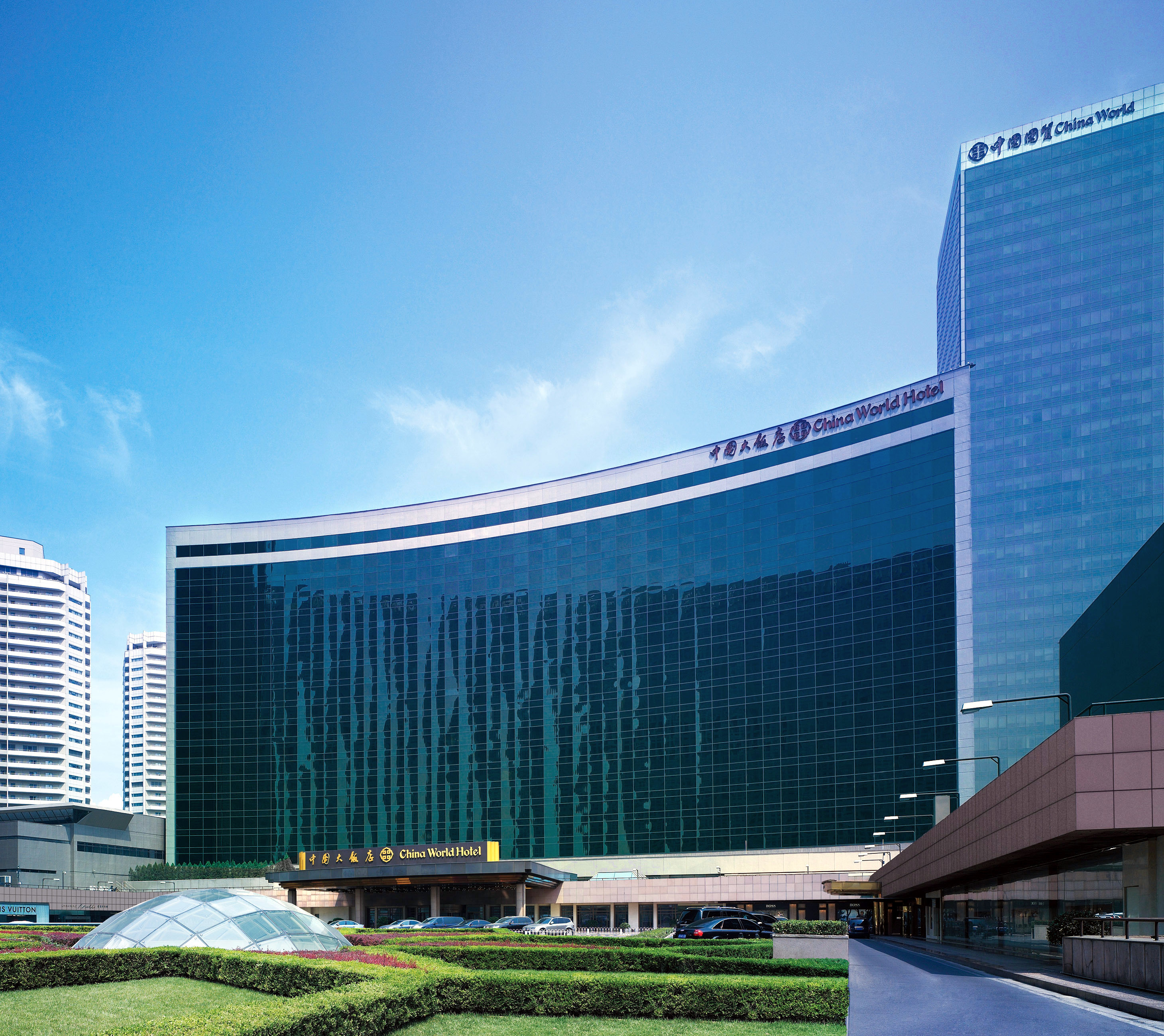
El China World Hotel.

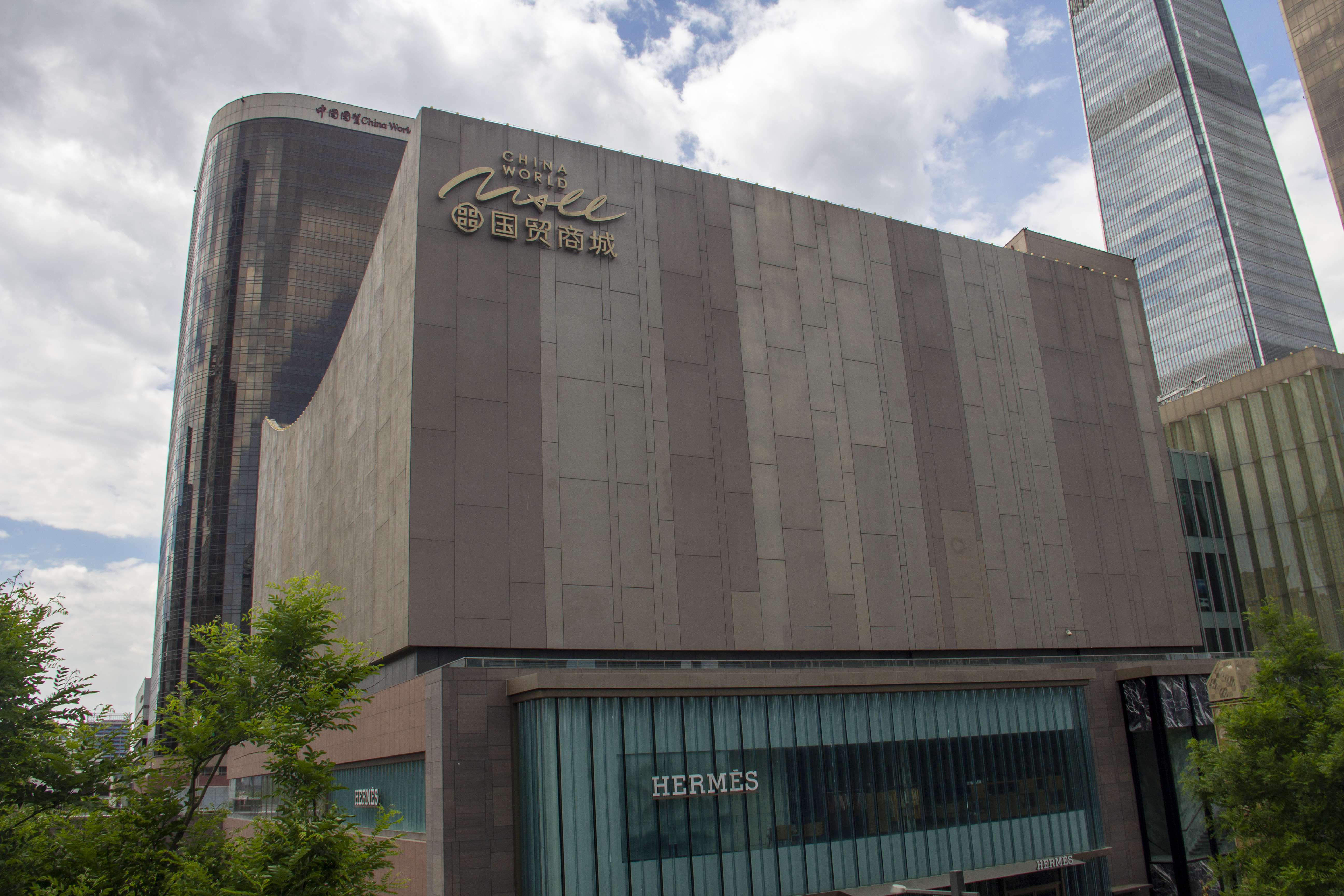
El China World Mall.

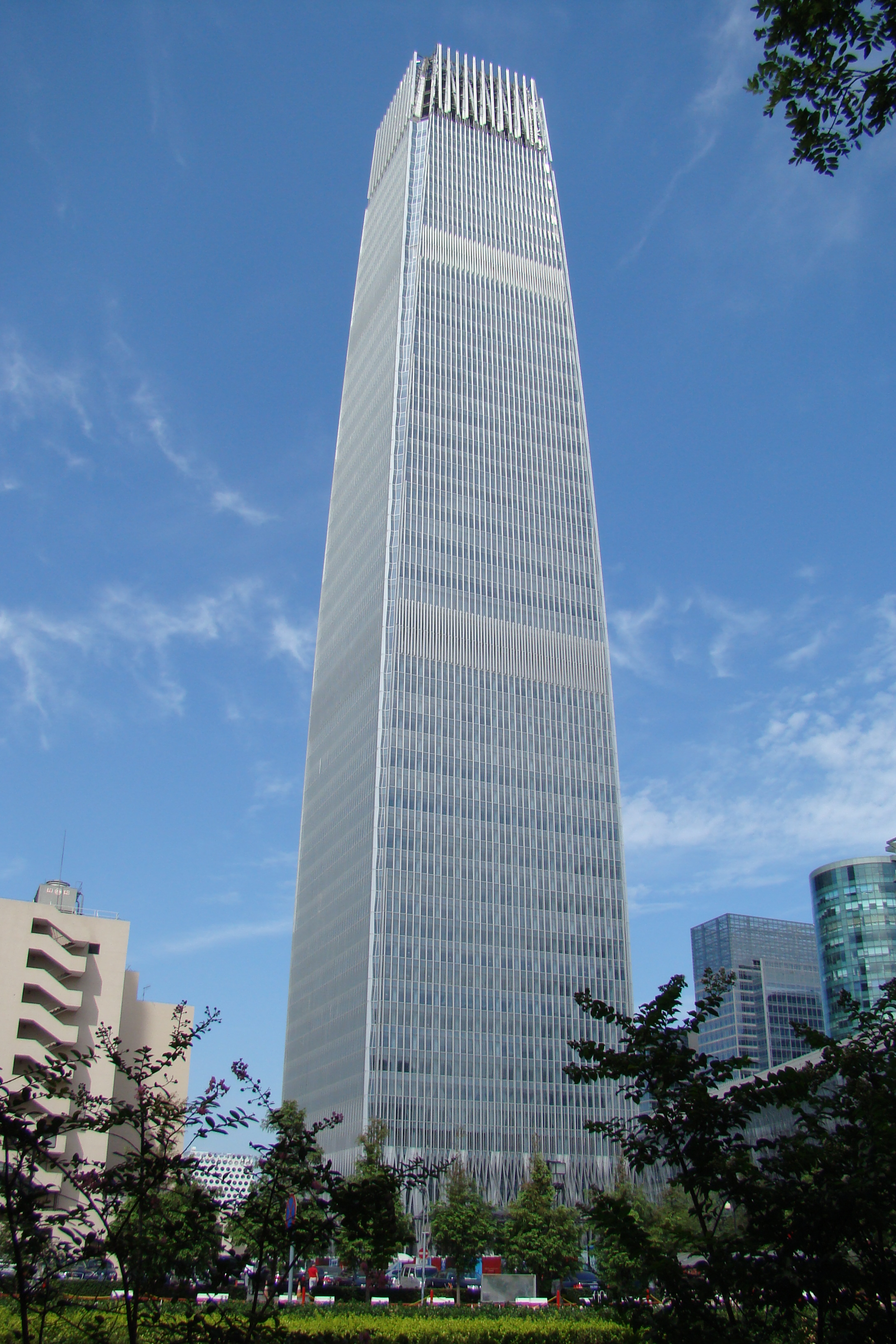
La China World Tower, el edificio más alto del complejo.

El China World Trade Center consta de varios componentes, con tres rascacielos y seis partes principales.

### China World Hotel
El China World Hotel es un hotel de cinco estrellas de la cadena Shangri-La construido en 1989. Está situado en la zona central del China World Trade Center y dispone de una conexión directa con el China World Mall. El hotel es un importante activo del China World Trade Center y ha ganado muchos premios desde su remodelación en 2003. Tiene 716 habitaciones, doce salas para eventos, un sala de conferencias, un salón de banquetes y muchos otros servicios e instalaciones. El China World Hotel ha ganado diez premios de diamante de la Asociación Estadounidense del Automóvil por sus restaurantes y la calidad del alojamiento.

### China World Summit Wing
China World Summit Wing es la parte más reciente del China World Trade Center, cuya construcción empezó en 2002 y se completó en 2010. Summit Wing es un hotel de cinco estrellas situado en la sección superior de la China World Tower. Tiene 278 habitaciones y ocho restaurantes. La torre tiene 330 metros de altura y es el segundo edificio más alto de Pekín.

### Traders Hotel Beijing
El Traders Hotel es un hotel de cuatro estrellas que tiene un total de 570 habitaciones y trece salas para eventos.

### China World Apartments
Los China World Apartments son dos torres de treinta plantas construidas en 1989. Se llaman North Lodge Tower y South Lodge Tower, y están conectadas entre sí por un vestíbulo. En total, contienen 410 apartamentos de entre 70 m² y 228 m².

### China World Mall
El China World Mall fue uno de los primeros centros comerciales de China que vendió productos de marca (cuando fue inaugurado, el mercado minorista chino era muy pequeño). Originalmente, en 1990, se llamaba China World Shopping Arcade. Sin embargo, cambió de nombre después de una ampliación emprendida en 1997 y en mayo de 2000 fue inaugurado con el nombre de China World Mall. Tiene una superficie total de 100 000 m² y alberga más de trescientas tiendas especializadas. El China World Mall también tiene una pista de hielo de 800 m² conocida como Le Cool Ice Rink. El centro comercial tiene cuatro plantas, incluidos dos sótanos, una planta baja y una segunda planta. La planta baja y la segunda planta albergan oficinas y tiendas de moda de marca. El primer sótano también vende productos de marca, así como mobiliario, artículos para el hogar, artículos deportivos, cosméticos, libros, joyas, alimentos y juguetes. El segundo sótano está dedicado a la restauración y al ocio. En esta planta se encuentran varios restaurantes, un food court internacional y la pista de hielo.
En 2013, el centro comercial fue objeto de una ampliación como parte de la fase 3B, diseñada por el estudio de arquitectura estadounidense 5+design, que elevó su superficie a un total de 332 500 m².

### China World Exhibition Hall
El China World Exhibition Hall proporciona un foro de comercio, negocios e intercambio de información. En él se han celebrado varias ferias de muestras influyentes, como la Feria Internacional de Ropa y Accesorios de China, la Feria Internacional de Electrodomésticos de Pekín, el Mercado de Viajes de PATA y la Exposición Internacional de Instrumental y Equipo Médico. La división de exposiciones de China World tiene cuatro departamentos, dedicados respectivamente a la organización de exposiciones y conferencias, a los servicios de exposición, al alquiler de espacios y a la gestión de espacios.

## Inquilinos
- Actis Capital tiene una oficina en la habitación 713 de la China World Tower 2.[22]
- Delta Air Lines tiene una taquilla en la habitación 1308 de la China World Office 1.[23] Anteriormente, Northwest Airlines tenía una oficina en L104 de la China World Trade Tower.[24]

## Transporte público
El China World Trade Center, también conocido por su nombre abreviado en chino, Guomao, está situado en el distrito de Chaoyang en el este de Pekín, donde la Tercera Circunvalación se cruza con la Avenida Jianguomenwai. Las torres 1 y 3 se encuentran al noroeste del paso elevado de Guomao, mientras la torre 2 está al otro lado de la Tercera Circunvalación, al noreste del paso elevado de Guomao. Las líneas 1 y 10 del Metro de Pekín paran en la estación de Guomao. Las paradas del autobús público deben su nombre a Dabeiyao, el antiguo nombre de los alrededores del World Trade Center:
- Dabeiyao (大北窑): rutas 113, 421, 806, 807, 808 y 809.
- Dabeiyao Oeste (大北窑西): rutas 1, 9, 28, 99, 205, 609, 666, 668, 728, 729, 804, 805 y 938.
- Dabeiyao Norte (大北窑北): rutas 113, 214, 402, 405, 421, 488, 503, 601, 673, 683, 686, 707 y 729.
- Dabeiyao Este (大北窑东): rutas 1, 11, 57, 312, 402, 405, 502, 647, 648, 666, 667, 668, 669, 728, 801, 810 y 976.
- Dabeiyao Sur (大北窑南): rutas 28, 57, 91, 214, 348, 601, 683, 686, 707, 805, 810, 814, 818, 846, 954, 974, 976 y 998.

La ruta 1 del Autobús del Aeropuerto de Pekín también para en Guomao.